# 통킹들창코원숭이
통킹들창코원숭이(Rhinopithecus avunculus)는 긴꼬리원숭이과에 속하는 영장류의 일종이다. 돌맨들창코원숭이라고도 불리며 원산지는 베트남 북부 지방이다.
야생에서 통킹들창코원숭이를 보기가 점점 힘들어지고 있다. 이 영장류가 1990년에 베트남 뚜옌꽝 성의 나항 지역에서 일부 개체가 발견될때까지는 절멸된 것으로 생각되었다. 밀렵과 서식지 훼손때문에, 통킹들창코원숭이는 멸종위급종 상위 25위 안에 등록되어 있다.
2008년에, 3마리의 새끼가 포함된 개체군이 외딴 숲에서 발견되었으며, 현재 250마리 이하가 서식하고 있는 것으로 보인다.